# Aeroportul Defiance Memorial
Aeroportul Defiance Memorial (IATA: DFI, ICAO: KDFI, FAA LID: DFI) este un aeroport din Ohio, Statele Unite ale Americii ce deservește zona Defiance⁠(d). A fost numit după zona deservită.
Situat la o altitudine de 215 m, aeroportul dispune de 1 pistă.

## Infrastructură

### Piste
Aeroportul dispune de o singură pistă. Pista 12/30 are suprafața de asfalt și dimensiunile 4.199 picioare × 72 picioare. 